# 光叶条蕨
光叶条蕨（学名：Oleandra musifolia）为条蕨科条蕨属下的一个种。